# Jean Ier de Sarrebruck-Commercy
Jean Ier de Sarrebruck-Commercy, (après 1265 - 23 janvier 1341/42) est le fils de Simon IV comte de Sarrebruck-Commercy et d'Élisabeth/Marguerite de Broyes dame de Commercy. Dès 1297 il est seigneur de Commercy par sa mère, et se reconnaît "homme" du duc Ferry III de Lorraine avant de rendre hommage à l'évêque de Verdun en 1301 pour les héritages de Pont-à-Mousson et de Vadonville. En 1308, il est comte de Sarrebruck, par son père.

## Biographie
En 1306 il se rend en Angleterre assister à la renonciation de Jeanne de Bar à la succession de ses parents Aliénor d'Angleterre et Henri III de Bar. Le 14 septembre 1312 il réalise un échange avec Pierre de Bar (-le-Duc), seigneur de Pierrefort et fils de Thiébaut II de Bar, et reçoit de sa part ce qu'il possède à Chonville et Malaumont. Il participe à la campagne de Flandre contre Robert III de Flandre au côté du roi Philippe V de France à la tête de quatre chevaliers et de onze écuyers. Cet engagement le lie, lui et ses successeurs, au monarque, comme en témoigne un acte de février 1315 : 

« Le comte reprendra du Roi sa terre de Commercy, c'est à savoir ce qu'il a à Vignoy, à Pont, sans la rivière, ce qu'il a à Hueville, à Aulnois, Ville-Issey, la ville de Neuveville-la-grande et la petite, la maison et la ville de la Horgne, ce qu'il a en la ville de Mesnil, Brossy-en-Blois, la garde de la ville de Velleroy, ce qu'il a à Méligny-le-petit, le grand, Vaux-la-grande, la petite, à Saulx, à St-Aubin, Domremy, Malaumont, la garde de l'abbaye de Rievaux et des granges de ladite abbaye, séant en la terre de Commercy, la garde de la maison de Sommières, celle de Launoy, ce qu'il a à Chonville, Lérouville, excepté quatre-vingt livres de terre ès-dits lieux tenues par Hugues de Châlons...et le Roy lui a octroyé qu'il ne peut mettre le fief hors de sa main par quelque manière que ce soit... »

En complément il s'engage formellement en 1335, avec l'aval de l'évêque de Metz Adhémar de Monteil, en ajoutant le "droit de Récept" dans son château :

« nous comte de Sarrebruck et sire de Commercy ci-dessus dit, pour nous et nos successeurs, avons octroyé, baillé, délivré et transporté au Roi, notre dit seigneur, pour lui et ses successeurs, rois de France, et pour leurs gens et pour toujours, retraite dans notre dit château et forteresse de Commercy, chaque fois qu'il plaira audit Roi, notre seigneur, et à ses gens, et à aesdils successeurs, sans contradiction ou empêchement, loyalement et en bonne foi et sans opposition de qui que ce soit, en en outre, nous voulons et octroyons à jamais que lot sergents et autres à ce commis de notre très cher seigneur, le roi de France, et de ses successeurs, puissent demeurer à Commercy pour garder les défilés et les passages, afin qu'il n'y passe rien sans la permission du Roi ou de son bailli de Vitry. »

Jean Ier affranchit les habitants de Commercy en 1324 ; deux ans plus tard, en 1326, il règle sa succession en donnant Commercy (Château Haut, la part des damoiseaux) et ses dépendances à son fils Jean II, et le comté de Sarrebruck ainsi qu'une portion de Commercy dite "la part de Sarrebruck" ou Château-Bas à Jean IV, fils aîné de son fils Simon Ier prédécédé.

## Mariage et descendance
Il épouse en premières noces Mahaut/Mathilde, (? - 1329), fille de Gobert VII d'Apremont et d'Agnès de Coucy, en secondes noces en 1329 il épouse Marguerite, (? - 23 janvier 1342), dame de Bosjean, fille d'Eudes V de Grancey et d'Isabelle de Blâmont. Il a du premier mariage :
- Simon Ier ou II de Sarrebruck-Commercy (comte héritier : V de Sarrebruck ; et III ou IV seigneur de Commercy) (? - 1325) : il épouse le 30 juin/juillet 1309 Marguerite de Savoie (? - 7 avril 1313) fille de Louis Ier de Vaud, de qui il a : 
  - Jean IV, (? - 11 mars 1380/81), qui hérite du comté de Sarrebruck (comte Jean II) et de la portion de Commercy dite "la part de Sarrebruck ou le Château-Bas" ;
  - Jeanne (? - 1375/76) qui épouse de Gérard VII de Blankenheim (1341 - 4 février 1377) ;
  - Mahaut/Mathilde qui épouse en 1334 Simon Ier comte de Salm (? - 26 juillet/août 1346) ;
  - et Marguerite qui épouse Louis III de Cossonay,
- Jean II de Sarrebruck-Commercy, seigneur/damoiseau de Commercy : il hérite de la part du "Château-Haut",
- Agnès : elle épouse Simon Ier comte de Zweibrücken,
- Mathilde, (? - 1322) : elle épouse Jean III de Lichtenberg, (? - avant le 7 février 1327),
- Pierre.

## Sources
- Charles Emmanuel Dumont, Histoire de la ville et des seigneurs de Commercy, N. Rolin, 1843 (lire en ligne), p. 47 à 116

- Médiéval Généalogie, Jean Ier comte de Sarrebruck
- Geneall, Jean Ier comte de Sarrebruck
- Fabpedigree, Jean Ier comte de Sarrebruck
- Roglo, Jean de Sarrebruck